# María Desamparados Giner Líster del Santísimo Sacramento
María Desamparados Giner Líster del Santísimo Sacramento (ur. 13 grudnia 1877 w Grao, zm. 19 sierpnia 1936 w El Saler) – hiszpańska karmelitanka miłosierdzia, męczennica i błogosławiona Kościoła katolickiego.

## Życiorys
2 czerwca 1902 roku wstąpiła do instytutu Sióstr Karmelitanek Miłosierdzia i rozpoczęła nowicjat. Została zamordowana w czasie wojny domowej w Hiszpanii. Beatyfikowana w grupie 233 męczenników przez papieża Jana Pawła II 11 marca 2001 roku.